# Naoyoshi Fukumoto
Naoyoshi Fukumoto (福本 尚純 Fukumoto Naoyoshi?, nacido el 10 de mayo de 1987 en Okayama) es un exfutbolista japonés. Jugaba de centrocampista y su único club fue el Fagiano Okayama de Japón.

## Trayectoria

### Clubes
| Club            | País  | Año         |
| --------------- | ----- | ----------- |
| Fagiano Okayama | Japón | 2010 - 2012 |

## Estadística de carrera

### J. League
| Club            | Año   | J. League | J. League | Copa J. League | Copa J. League | Total | Total |
| Club            | Año   | Part.     | Goles     | Part.          | Goles          | Part. | Goles |
| --------------- | ----- | --------- | --------- | -------------- | -------------- | ----- | ----- |
| Fagiano Okayama | 2010  | 7         | 0         | -              | -              | 7     | 0     |
| Fagiano Okayama | 2011  | 0         | 0         | -              | -              | 0     | 0     |
| Fagiano Okayama | 2012  | 0         | 0         | -              | -              | 0     | 0     |
| Total           | Total | 7         | 0         | 0              | 0              | 7     | 0     |